# Albert Pujols
José Alberto Pujols Alcántara (ur. 16 stycznia 1980) – amerykański baseballista pochodzenia dominikańskiego, występujący w St. Louis Cardinals na pozycji pierwszobazowego.

## Przebieg kariery

### St. Louis Cardinals

Albert Pujols jako zawodnik St. Louis Cardinals.

Pujols urodził się na Dominikanie, ale w 1996 przeprowadził się wraz z rodzicami do Stanów Zjednoczonych. Został wybrany w drafcie 1999 roku w 13. rundzie przez St. Louis Cardinals i początkowo występował w zespołach niższych lig, między innymi w Memphis Redbirds. W Major League Baseball zadebiutował 2 kwietnia 2001 w meczu przeciwko Colorado Rockies na Coors Field. W sezonie 2001 występował na czterech pozycjach: pierwszobazowego, trzecioobazowego, lewozapolowego oraz prawozapolowego. W tym samym roku został wybrany jednogłośnie najlepszym debiutantem w National League.
W 2004 po raz pierwszy zdobył ponad 40 home runów w sezonie i awansował z zespołem do World Series, w którym Cardinals ulegli Boston Red Sox w czterech meczach. W 2005 został wybrany MVP National League, a rok później zwyciężył w World Series, gdzie St. Louis Cardinals pokonali Detroit Tigers w pięciu meczach. Najbardziej wartościowym zawodnikiem w National League był wybierany jeszcze dwukrotnie, w 2008 i 2009 roku. W sezonie 2009 był najlepszy w klasyfikacji zdobytych home runów (47), a w 2010 w klasyfikacji zdobytych home runów (42) i zaliczonych RBI (118).
Sezon 2011 był jego ostatnim w St. Louis Cardinals. Ostatni mecz dla tego klubu zagrał 28 października 2011 i był to siódmy mecz w World Series, w których ostatecznie Cardinals pokonali Texas Rangers 4–3. Po sezonie stał się wolnym agentem.

### Los Angeles Angels of Anaheim/Los Angeles Angels
8 grudnia 2011 podpisał 10-letni kontrakt z Los Angeles Angels of Anaheim wart ponad 200 milionów dolarów (zainteresowanie Pujolsem wyrażał także klub Miami Marlins).
W sierpniu 2013 został oskarżony przez byłego zawodnika St. Louis Cardinals Jacka Clarka o zażywanie niedozwolonych środków dopingujących. Pujols temu zaprzeczył i w efekcie w październiku 2013 pozwał Clarka do sądu o zniesławienie. W odpowiedzi na pozew Pujolsa, Clark zaproponował badanie wykrywaczem kłamstw. Ostatecznie w lutym 2014 Clark wycofał wszystkie oskarżenia i przeprosił Pujolsa w specjalnym oświadczeniu na łamach gazety codziennej St. Louis Post-Dispatch, w efekcie Pujols wycofał pozew.
22 kwietnia 2014 w meczu międzyligowym z Washington Nationals na Nationals Park zdobył 500. home runa w MLB i został 26. zawodnikiem w historii ligi, który tego dokonał. 25 czerwca 2016 w meczu przeciwko Oakland Athletics rozegranym na Angel Stadium, zdobył 574. home runa w karierze i wyprzedził jedenastego w klasyfikacji wszech czasów pod tym względem Harmona Killebrew. 3 czerwca 2017 w spotkaniu z Minnesota Twins został dziewiątym zawodnikiem w historii MLB, który osiągnął pułap 600 home runów. 4 maja 2018 w meczu ze Seattle Mariners zdobył 3000. odbicie w MLB i został 32. baseballistą w historii ligi, który tego dokonał.

### Los Angeles Dodgers
17 maja 2021 podpisał roczny kontrakt z Los Angeles Dodgers.

### Powrót do St. Louis Cardinals
28 marca 2022 Pujols powrócił do St. Louis Cardinals. Po podpisaniu kontraktu ogłosił, iż sezon 2022 będzie jego ostatnim w karierze.
23 września 2022 w meczu przeciwko Los Angeles Dodgers wybił swojego 700. home runa w karierze (jako czwarty zawodnik w historii MLB)..

## Nagrody i wyróżnienia
| Nagroda/wyróżnienie         | Lata                                                       | Źródło |
| 3× MVP National League      | 2005, 2008, 2009                                           | [ 20 ] |
| 10× All-Star                | 2001, 2003, 2004, 2005, 2006, 2007, 2008, 2009, 2010, 2015 | [ 21 ] |
| 2× Gold Glove Award         | 2006, 2010                                                 | [ 22 ] |
| 6× Silver Slugger Award     | 2001, 2003, 2004, 2008, 2009, 2010                         | [ 23 ] |
| 2× zwycięzca w World Series | 2006, 2011                                                 | [ 24 ] |
| NL Rookie of the Year Award | 2001                                                       | [ 6 ]  |
| 2× Hank Aaron Award         | 2003, 2009                                                 | [ 25 ] |
| 500 home run club           |                                                            | [ 13 ] |